# دراغون بول (مانغا)
دراغون بول (باليابانية: ドラゴンボール، بالإنجليزية: Dragon Ball) هو مسلسل مانغا ياباني من تأليف أكيرا تورياما. وتم إنتاج أنمي منه بناءً على المانغا.

## القصة
تبدأ القصة بوصول الطفل الساياني سون غوكو إلى كوكب الأرض بعد أن تم إرساله من كوكب فيجيتا والذي يدعى بِكوكب السايان وعندما وصل بطلنا سون غوكو إلى الأرض سقط من أحد الأنهار بالصدفة وقابله رجل عجوز كبير في السن يدعى «سون غوهان» من أهل الأرض ولقد وجده الرجل وأحبه كثيرًا وقرر أن يقوم بتربيته، لكنه كان طفلًا مشاكسًا كثيرًا إلى أن وقع على رأسه في أحد الأيام من الجبل وهو يحاول أخذ التفاحة من الشجرة وبعد ذلك الحادث عاد إلى طبع الأطفال العاديين، كبر سون غوكو على يد الرجل العجوز حتى كبر قليلًا ومات العجوز «سون غوهان» وهو صغير على يد غوكو المتحول إلى قرد، ولقد كان سون غوهان يُدربه تدريبات شاقة ومتعبة وقد وجد غوكو صديق حميم له يدعى كوريرين وتعرف عليه منذ الصغر وكانوا يتدربون عند مدرب موتين روشي في الوقت نفسه إلى أن بدأت التيكايتشي بودوكاي وذهب كريلين وغوكو وموتين روشي إلى البطولة لقد كانت البطولة جميلة رغم خسارته ضد جاكي-تشون. وبعد عدة أعوام أجريت البطولة مرة أخرى والتقى غوكو على امرأة تدعى تشي تشي ومن هنا بدأت حياة غوكو تكبر شيئًا فشيئًا وقد تزوجها غوكو ولأنجب منها طفلين (هما: غوهان وغوتين) ومن هنا بدأ مسلسل دراغون بول زد بداية قوية لقد أصبح غوكو يافعًا وقويًا يدافع عن أهالي الأرض ويقاتل الأشرار الذين يأتون من كواكب مختلفة.

### قصة الكرات
يوجد سبع كرات تنين وليس واحدة تختلف بعدد النجوم في باطنها فهناك من فيه واحدة وأخرى فيه أربعة. عندما يجمع أحد هذه الكرات السبع يخرج تنين ويحقق له أمنيته، ولقد ابتكر هذه الكرات سكان كوكب الناميك القدامى لِحماية كوكبهم ثم عندما أتى كامي-ساما وهو أحد هؤلاء السكان إلى الأرض صنع كرات مماثلة لكنها أصغر حجمًا. وهناك أنواع عديدة من هذه الكرات فهنالك:
1. كرات الأرض: وهي التي ابتكرها كامي-ساما وعن طريقها يمكن استدعاء التنين الذي ينعش الأشخاص التي قوتهم تساوي صفر مرة واحدة فقط لكل شخص.

كما يجب استعمال هذه الكرات مرة كل سنة.
1. كرات كوكب الناميك: هذه الكرات ابتكرها زعيم الناميكيون غورو وهم أكبر من كرات الأرض وأقوى أيضًا وعند جمعهم ياتي تنين ويحقق ثلاث امنيات ليس واحدة مثل كرات الأرض، كما يمكنه إنعاش شخص واحد في كل أمنية، وعدد مرات الإنعاش هو غير محدود، أي يمكن إعادة انعاش نفس الشخص أكثر من مرة واحدة.
2. كرات الأرض الجديدة: لأنه مختار ليكون ولي أمر الأرض الجديد ابتكر ديندي كرات جديدة تستدعي التنين أيضا لكنه يمكن أن يحقق أمنيتين الآن وليس واحدة كما يمكن استدعاؤه كل 4 أشهر وليس كل سنة إذا لم تطلب إلا أمنية واحدة.
3. كرات النجمة السوداء: وهي متفرقة عبر الفضاء وتختلف عن الآخرين بلون النجوم في باطنها فهي سوداء وليست حمراء، وهي أقوى من الكرات الأخرى إذ لا يمكن لأي من الكرات الأخرى أن تبطل مفعول أمنيتها وإذا تم استعمالها مرة فيجب استعمالها كل سنة وإلا أنفجر الكوكب التي فيه.
4. كرات التنين الخارقة: ظهرت في الجزء الجديد وهو دراغون بول سوبر وهي متفرقة عبر الكون تختلف عن الكرات الأخرى بحجمها الذي يصل لحجم كوكب ويمكنها تحقيق أية أمنية.

## الأصوات العربية
- سمر كوكش - غوغو
- آمنة عمر - بالما، تشيتشي
- حنان شقير - هوشي
- رأفت بازو - ياماكا، ميندي
- أيمن السالك - تورتو
- محمد حداقي - بيلاف، أوكاتان
- أمل عمران - ماي، بوار
- مأمون الفرخ - شوو، الغيلم
- آمال سعد الدين - أولينغ
- فاطمة سعد - لانش
- زياد الرفاعي
- محمد خير أبو حسون
- واصف الحلبي
- عادل أبو حسون
- منصور السلطي
- نضال حمادي
- فاتن عيدو
- مأمون الرفاعي - الراوي، أدوار متعددة

## وصلات خارجية
- دراغون بول على موقع ANN manga (الإنجليزية)